# Mataasnakahoy
Mataasnakahoy è una municipalità di quarta classe delle Filippine, situata nella Provincia di Batangas, nella Regione del Calabarzon.
Mataasnakahoy è formata da 16 baranggay:
- Barangay II-A (Pob.)
- Bayorbor
- Bubuyan
- Calingatan
- District I (Pob.)
- District II (Pob.)
- District III (Pob.)
- District IV (Pob.)
- Kinalaglagan
- Loob
- Lumang Lipa
- Manggahan
- Nangkaan
- San Sebastian
- Santol
- Upa